# Hypsilophodon

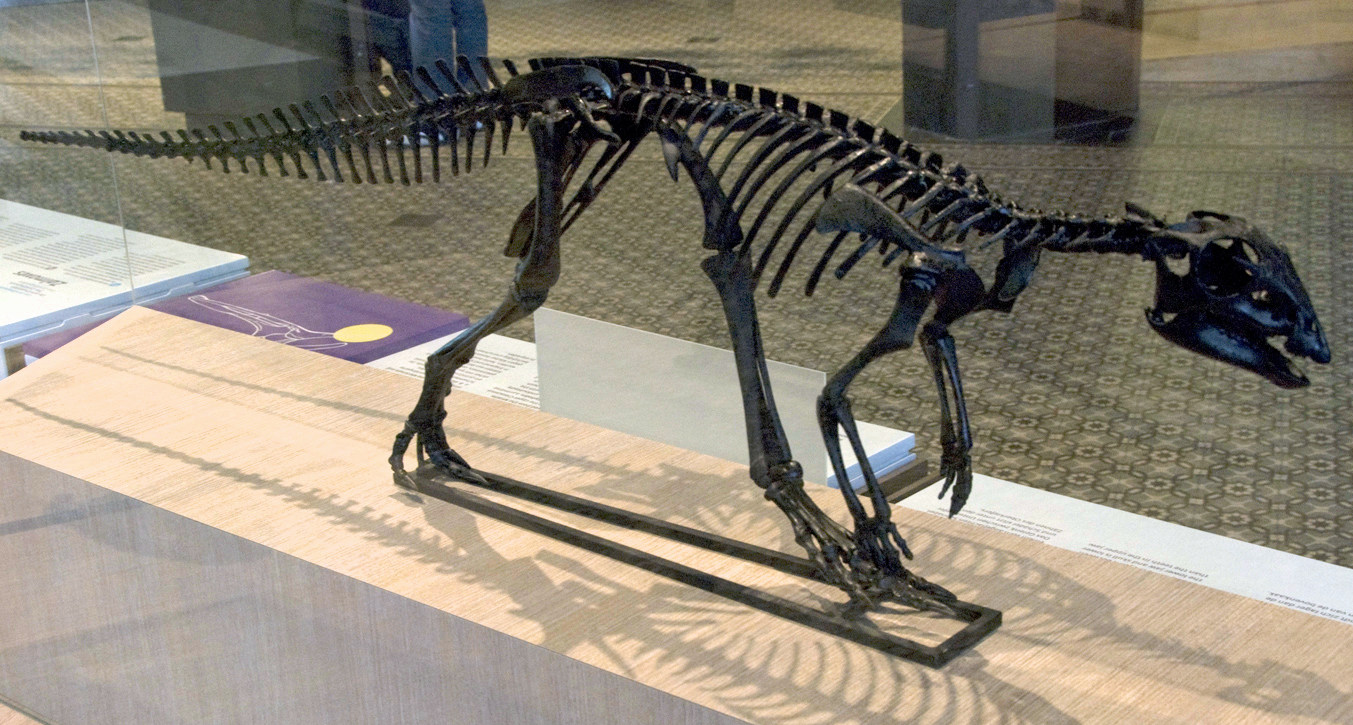
Replika av Hypsilophodon på Bryssels Science Institute

Hypsilophodon (Hypsilophus-tand) tillhörde ornithopoderna och levde i början av krita i Spanien och England. Den blev upp till 2,4 meter lång och åt växter. Namnet betyder tand med hög ås. Första skelettet hittades i England 1869. Trots att denna lilla växtätare levde tidigt på kritaperioden så liknade den äldre dinosaurier. När Hypsilophodon levde hade de flesta växtätare tre eller fyra fingrar men Hypsilophodon hade fem fingrar. Nästan alla växtätare hade en näbb men Hypsilophodon hade tänder, den kunde ha upp till 30 stycken. Den var en snabb dinosaurie som rörde sig på sina bakben.